# Axl Rose (travhäst)
Axl Rose, född 5 maj 2016 är en italiensk varmblodig travhäst. Han tränades och kördes av Alessandro Gocciadoro. Axl Rose började tävla i september 2018 och sprang under sin karriär in 581 438 euro på 28 starter, varav 12 segrar, 3 andraplatser och 3 tredjeplatser. Han tog karriärens största segrar i Gran Premio Carlo Marangoni (2019) och Gran Premio Orsi Mangelli (2019).

## Karriär
Axl Rose gjorde tävlingsdebut i september 2018 och segrade i fem av sex starter, bland annat i Gran Premio Mipaaft Allevamento Maschi som är det största loppet för tvååriga hästar i Italien. Som treåring 2019 tog han ett flertal storloppsseger,bland annat i Gran Premio Carlo Marangoni och Gran Premio Orsi Mangelli.
I november 2020 kom han på andraplats i loppet Gran Premio d'Europa, endast slagen av Alrajah One, och kördes då av Alessandro Gocciadoro. Under 2021 valde Axl Rose ägare att flytta hästen till Sverige där han skulle tränas av Robert Bergh för att sikta på femåringsloppet Jubileumspokalen, i loppet slutade han på sjundeplats bakom vinnande Aetos Kronos. Efter några misslyckade starter i Sverige meddelades det att Axl Rose avslutar karriären för att bli avelshingst.